# São Pedro da Água Branca
São Pedro da Água Branca è un comune del Brasile nello Stato del Maranhão, parte della mesoregione dell'Oeste Maranhense e della microregione di Imperatriz.